# Victor Tubbax
Victor Tubbax (ur. 11 lutego 1882 w Deurne, zm. 24 października 1974 w 's Gravenwezel) – belgijski kolarz torowy, dwukrotny medalista mistrzostw świata.

## Kariera
Pierwszy sukces w karierze Victor Tubbax osiągnął w 1906 roku, kiedy zdobył srebrny medal w wyścigu ze startu zatrzymanego amatorów podczas mistrzostw świata w Genewie. W zawodach tych wyprzedził go tylko Francuz Maurice Bardonneau, a trzecie miejsce zajął kolejny reprezentant Francji - Émile Eigeldinger. Wynik ten powtórzył na rozgrywanych rok później mistrzostwach świata w Paryżu. Tym razem lepszy był jedynie Brytyjczyk Leon Meredith, a na najniższym stopniu podium stanął Francuz Maurice Brocco. Ponadto w latach w 1906 i 1907 Victor Tubbax zdobywał złote medale torowych mistrzostw Belgii w wyścigu ze startu zatrzymanego. Nigdy nie wystąpił na igrzyskach olimpijskich.